# Cimitra platyloxa.
Cimitra platyloxa. är en fjärilsart som beskrevs av Edward Meyrick 1930. Cimitra platyloxa. ingår i släktet Cimitra och familjen äkta malar. Inga underarter finns listade i Catalogue of Life.